# Áo tơi

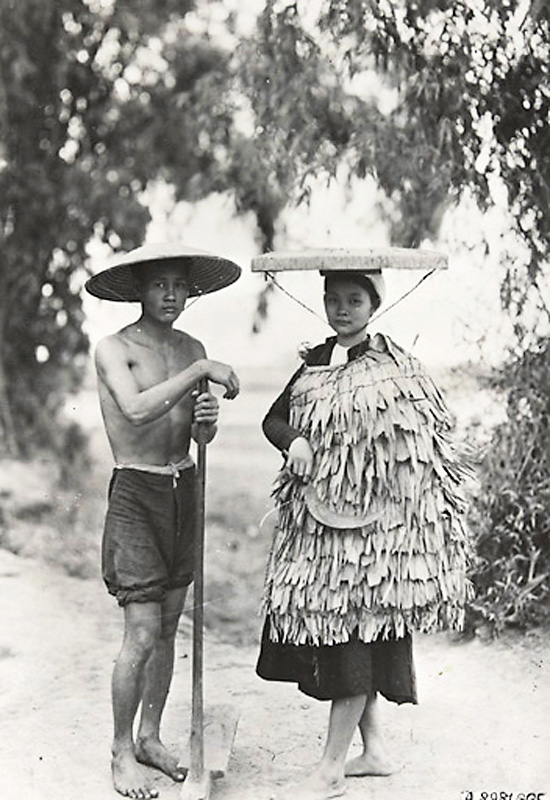
Người đàn bà Bắc Kỳ mặc soa y đi làm đồng, 1921.

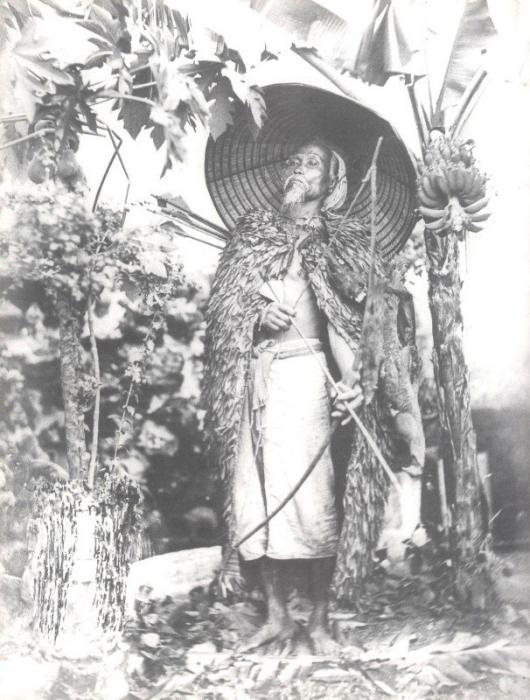
Thợ săn cầm cung mặc soa y đội ngoan xác lạp (nón rùa)1850.

Áo tơi (Hán Tự: Soa y 蓑衣) hoặc áo lá là cách gọi một loại áo khoác hờ để tránh mưa nắng của người Á Đông từ xưa, nay vẫn còn được dùng tuy ít hơn.

## Đặc điểm
Áo tơi được xem là phương tiện hữu hiệu nhất để che nắng che mưa, còn có thể trải ra để nghỉ ngơi hoặc có thể thay dùng để làm mâm dọn cơm ăn, hay dùng để đùm chè để giữ cho chè (trà) xanh tươi. Áo tơi ra đời nhằm mục đích che mưa. Nhưng ngày nay thường được dùng để chống nắng nóng, hạn chế tia nắng chiếu thẳng xuống lưng và giảm mồ hôi khi đi ngoài trời hoặc khi làm việc ngoài đồng.
Do thời xưa không có các vật liệu khác thích hợp hơn như ni-lông bây giờ nên áo tơi thường được làm bằng lá cây, thường là lá cọ họ cau, khâu chồng thành lớp gối lên nhau dày hàng đốt tay, như kiểu lợp ngói, như lợp mái nhà, đánh thành tấm, phía trên có dây (thường là bằng mây) rút để đeo vào cổ giữ áo cố định trên lưng. Lá thường được hơ lửa, rồi đem phơi sương một đêm cho dẻo, không quăn và phơi nắng một buổi mới có thể đưa ra dùng, xếp thành lớp từng 5 lá chồng lại, đặt lên bàn chằm (phản đặt lá để đan), dùng chiếc nẹp gỗ kẹp lại và xâu lại bằng kim. Mây sẽ được chẻ ra thành dây, ngâm vào nước khoảng 2 tiếng để cho mềm và dễ may.
Ngày xưa, ở các đám cưới làng quê thường có bài vè áo tơi trong các chương trình văn nghệ, người hát có thể kể ra ba mươi sáu tác dụng của áo tơi, có thể nói ngoa để có tính chất hài hước.
Tại Hà Tĩnh có nghề làm áo tơi truyền thống tại 2 huyện Thạch Hà và Can Lộc, đặc biệt là tại xã Mỹ Lộc và Quang Lộc, hiện nay thường làm một mùa từ tháng hai âm lịch đến giữa tháng Tư. Áo tơi nơi đây được làm bằng lá nón hay lá gồi, lá cọ (ở vùng núi huyện Hương Khê cách làng khoảng 50 km) và dây mây.

## Nghệ thuật hóa
Trong ca dao, áo tơi trước đây cũng được nhắc đến nhiều:
Trời mưa thì mặc trời mưa
Chồng tôi đi bừa đã có áo tơi
Và được viết trong thơ:
Lạ chân lối nhỏ đường chiều
vàng cây lá đỏ mộng xiêu bên trời
Bụi mưa thấm chiếc áo tơi
lạnh hồn anh đã rã rời theo thu